# Rhimphalea linealis
Rhimphalea linealis là một loài bướm đêm trong họ Crambidae.